# ジュニア・コルト
ジュニア・コルト (英: Junior COLT) は、アメリカの銃器メーカーであるコルト (Colt Patent Firearms) 社がスペインで生産して輸入販売し、後に自社生産した自動拳銃である。
本銃はジュニア・コルトのほか、コルト・ジュニア (COLT Junior) などさまざまな名称で呼ばれる。
本項では「ジュニア・コルト」と呼称する。

## 概要
本銃のオリジナル名はアストラ 2000 (Astra 2000 / Astra M2000（後にアストラ・カブ (Astra Cub)と改名して販売) で、スペインのアストラ社 (Astra-Unceta y Cia SA) により開発・製造されたものであり、同社の小型拳銃、アストラ 200 (Astra 200 / Astra M200)を改良したものであった。
護身用として広く用いられた小型拳銃であるベスト・ポケットが生産を終了した後、コルト社はそれに代わるものとして1958年よりアストラ社にM2000をコルトブランドに仕様変更させたものを生産させて輸入し、引き続きベスト・ポケットの流通ラインにて販売した。輸入総数は64,000丁余りである。
アメリカでは1968年に輸入銃器への法的規制(Gun Control Act of 1968(GCA or GCA68)(英語版)が行なわれたため、スペインからの輸入が不可能となり、コルト社は1970年より仕様を多少変更してアメリカ国内での製造に切り替え、コルト社純粋の製品として1974年まで生産した。

## 構成
.25口径（0.25インチ）の.25ACP弾を使用し、6発+1発のストレートブローバック、ハンマー方式の小型拳銃である。
外見は設計の源流を同じくするコルト・ベスト・ポケットもしくはFN ブローニング・ベビーに近く、銃把（グリップ）部がやや長いものの全長や総重量はほぼ同じだが、露出ハンマー型になり、マニュアルセフティもトリガーガードの付け根に移動し、ベスト・ポケットにくらべて少し無骨なデザインとなっている。内部機構も同じストレートブローバック方式であるが、撃発方式はストライカー方式（銃に内蔵された撃針によって発火させる方式）ではなく、撃針を外部の撃鉄（ハンマー）が叩いて撃発するオーソドックスな方式である。
なお、スライドとバレル、マガジン他を交換して.22ショート弾(英語版)を使用できるコルト社公式のコンバージョンキットも販売された。